# 236
236 је била преступна година.

## Догађаји
- Цар Максимин Трачанин и Марко Пупијен Африкан Максим постају римски конзули.
- Римски сенат именује одбор од двадесет људи за координацију операција против Максимина.
- Максимин води кампању против Дачана и Сармата из свог складишта у Сирмијуму.
- 10. јануар – Папа Фабијан наслеђује папу Антерије као двадесети римски папа.
- Фабијан дели Рим на седам ђакона.
- Фабијан шаље седам мисионара у Галију да евангелизују грађане великих градова.

## Смрти
- 3. јануар: Антерије, римски епископ.